# ليلا لورين
ليلا لورين (بالإنجليزية: Lela Loren)‏ هي ممثلة أمريكية، ولدت في 7 مايو 1980 في كاليفورنيا في الولايات المتحدة.

## أعمال

### أفلام
- (2013) الواشي[5]

## وصلات خارجية
- ليلا لورين على موقع IMDb (الإنجليزية)
- ليلا لورين على موقع ميتاكريتيك (الإنجليزية)
- ليلا لورين على موقع روتن توميتوز (الإنجليزية)
- ليلا لورين على موقع ألو سيني (الفرنسية)
- ليلا لورين على موقع قاعدة بيانات الفيلم (الإنجليزية)